# ويسلي باري
ويسلي باري (بالإنجليزية: Wesley Barry)‏ (و. 1907 – 1994 م) هو ممثل، مخرج سينمائي، منتج أفلام من الولايات المتحدة الأمريكية ولد في لوس أنجلوس.

## روابط خارجية
- ويسلي باري على موقع IMDb (الإنجليزية)
- ويسلي باري على موقع أول موفي (الإنجليزية)
- ويسلي باري على موقع قاعدة بيانات الأفلام السويدية (السويدية)
- ويسلي باري على موقع قاعدة بيانات الفيلم (الإنجليزية)
- ويسلي باري على موقع كينوبويسك (الروسية)